# Opius signipes
Opius signipes är en stekelart som beskrevs av Fischer 1969. Opius signipes ingår i släktet Opius och familjen bracksteklar. Inga underarter finns listade i Catalogue of Life.